# Liste der Handschriften der Vetus Latina

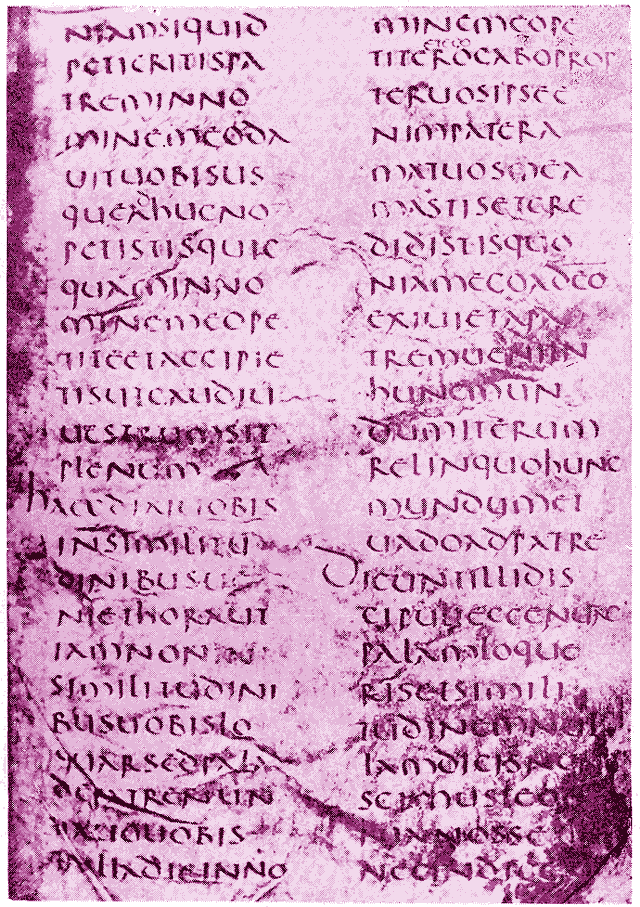
Codex Vercellensis

Die Liste der Handschriften der Vetus Latina enthält Handschriften, die Texte des Neuen Testaments in der lateinischen Übersetzung der Vetus Latina (Itala) enthalten.

## Handschriften
| Siglum | Name                                              | Nummer | Zeit            | Vetus Latina                                      | Edition              | Archiv | Ort                                |
| ------ | ------------------------------------------------- | ------ | --------------- | ------------------------------------------------- | -------------------- | --- | ---------------------------------- |
| a      | Codex Vercellensis                                | 3      | 4. Jhd.         | Evangelien                                        | Jülicher             | Biblioteca Capitolare | Vercelli                           |
| a2     | Fragmenta Curiensia                               | 16     | 6./7. Jhd.      | Luk. 11; 13                                       | Jülicher             | Rätisches Museum, Clm 6436                                                                                                  | Chur                               |
| ar     | Codex Ardmachanus                                 | 61     | 9. Jhd.         | NT                                                | Gwynn                | Trinity College | Dublin                             |
| aur    | Codex Aureus von Stockholm                        | 15     | 7. Jhd.         | Evangelien                                        | Jülicher             | Nationalbibliothek | Stockholm                          |
| b      | Codex Veronensis                                  | 4      | 5. Jhd.         | Evangelien                                        | Jülicher             | Biblioteca Municipale | Verona                             |
| b      | Codex Budapestiensis                              | 89     | um 800          | Paulusbriefe                                      | —                    | István Széchenyi-Nationalbibliothek                                                                                         | Budapest                           |
| β      | Codex Carinthianus                                | 26     | 7. Jhd.         | Luk. 1–2                                          | Jülicher             | Abtei Sankt Paul | Sankt Paul im Lavanttal            |
| c      | Codex Colbertinus                                 | 6      | um 12./13. Jhd. | Evangelien, Apg.                                  | Jülicher             | Bibliothèque nationale de France, Lat. 254                                                                                  | Paris                              |
| d      | Codex Bezae                                       | 5      | um 400          | Evangelien, Apg., 3. Joh., zweisprachig           | Jülicher             | Cambridge University Library                                                                                                | Cambridge                          |
| d      | Codex Claromontanus                               | 75     | um 500          | Paulusbriefe                                      | Tischendorf          | Bibliothèque nationale de France                                                                                            | Paris                              |
| dem    | Codex Demidovianus                                | 59     | 13. Jhd.        | Teile aus Apg., Paulusbriefe, Kath. Briefe, Offb. | Matthaei             | unbekannt | zuletzt Russland                   |
| div    | Codex Divionensis                                 | —      | 13. Jhd.        | Paulusbriefe, Kath. Briefe, Offb.                 | Wordsworth           | verloren | zuletzt Dijon                      |
| e      | Purpurevangeliar in Trient (Evangelium Palatinum) | 2      | 5. Jhd.         | Evangelien                                        | Jülicher             | Castello del Buonconsiglio Ms. 1589 (ehemals Österreichische Nationalbibliothek, Lat. 1185) Trinity College British Library | Trient Dublin London               |
| e      | Codex Laudianus                                   | 50     | 6. Jhd.         | Apg.                                              | Tischendorf          | Bodleian Library | Oxford                             |
| e      | Codex Sangermanensis                              | 76     | 9. Jhd.         | Paulusbriefe                                      | Tischendorf          | Russische Nationalbibliothek                                                                                                | Sankt Petersburg                   |
| f      | Codex Brixianus                                   | 10     | 6. Jhd.         | Evangelien                                        | Jülicher             | Angelo Maria Quirini | Brescia                            |
| f      | Codex Augiensis                                   | 78     | 9. Jhd.         | Paulusbriefe                                      | Scrivener            | Trinity College | Cambridge                          |
| ff     | Codex Corbiensis                                  | 66     | 9. Jhd.         | Jak.                                              | Wordsworth           | Russische Nationalbibliothek                                                                                                | Sankt Petersburg                   |
| ff1    | Codex Corbeiensis I                               | 9      | 8. Jhd.         | Matth.                                            | Jülicher             | Russische Nationalbibliothek                                                                                                | Sankt Petersburg                   |
| ff2    | Codex Corbeiensis II                              | 8      | 5. Jhd.         | Evangelien                                        | Jülicher             | Bibliothèque nationale de France                                                                                            | Paris                              |
| g      | Codex Boernerianus                                | 77     | 9. Jhd.         | Paulusbriefe                                      | Matthaei             | Sächsische Landesbibliothek                                                                                                 | Dresden                            |
| g1     | Codex Sangermanensis I                            | 7      | um 800          | Matth.                                            | Sabatier             | Bibliothèque nationale de France                                                                                            | Paris                              |
| g2     | Codex Sangermanensis II                           | 29     | 10. Jhd.        | Gal.                                              | Sabatier             | Bibliothèque nationale de France                                                                                            | Paris                              |
| gat    | Codex Gatianum                                    | 30     | 8. Jhd.         | Apg. 6-8                                          |                      | | Mailand                            |
| gig    | Codex Gigas                                       | 51     | 13. Jhd.        | Apg., Offb.                                       | Wordsworth           | Nationalbibliothek | Stockholm                          |
| g2     | Codex Mediolanensis                               | 52     | um 1000         | Apg. 6-8                                          |                      | | Milano                             |
| w, gue | Codex Carolinus                                   | 79     | 5. Jhd.         | Röm.†                                             | Tischendorf          | Herzog August Bibliothek | Wolfenbüttel                       |
| h      | Codex Claromontanus V                             | 12     | 5. Jhd.         | Matth., Offb.                                     | Jülicher             | Vaticana | Rom                                |
| h      | Codex Floriacensis                                | 55     | 5. Jhd.         | 1.,2.Petr., 1. Joh.                               | Buchanan             | Bibliothèque nationale de France                                                                                            | Paris                              |
| haf    | Codex Hafnianus                                   | —      | 6. Jhd.         | Offb.                                             | Wordsworth           | |                                    |
| i      | Codex Vindobonensis Lat. 1235                     | 17     | 6. Jhd.         | Mark., Luk. 10ff.                                 | Jülicher             | Biblioteca Nazionale Vittorio Emanuele III, Lat. 3                                                                          | Neapel                             |
| j      | Codex Sarzanensis                                 | 22     | 6. Jhd.         | Joh.                                              | Jülicher             | Chiesa de SS. Ruffino & Venanzio                                                                                            | Sarezzano                          |
| k      | Codex Bobiensis                                   | 1      | um 400          | Matth., Mark.                                     | Jülicher             | Universitätsbibliothek | Turin                              |
| l      | Codex Rehdigeranus                                | 11     | 8. Jhd.         | Evangelien                                        | Jülicher             | Staatsbibliothek | Berlin                             |
| l      | Codex Legionensis                                 | 67     | 7. Jhd.         | Jak., 1.Petr., 1.,2.,3.Joh.                       | Fischer              | Kathedralbibliothek | Lyon                               |
| λ      | Fragmentum Rosenthal                              | 44     | um 800          | Luk. 16–17                                        | —                    | Houghton Library, Harvard University                                                                                        | Cambridge, Massachusetts           |
| μ      | Fragmentum Monacense                              | 34     | 5. Jhd.         | Matth. 9–10                                       | —                    | Bayerische Staatsbibliothek                                                                                                 | München                            |
| μ      | Book of Mulling                                   | 35     | 7. Jhd.         | Evangelien                                        | —                    | Trinity College | Dublin                             |
| μ      | —                                                 | 82     | 9. Jhd.         | Hebr.                                             | —                    | Bayerische Staatsbibliothek                                                                                                 | München                            |
| m      | Codex Speculum                                    | —      | —               | NT                                                | Jülicher; Wordsworth | |                                    |
| mon    | Codex Monza                                       | 86     | 10. Jhd.        | Paulusbriefe                                      | Frede                | Kathedralbibliothek | Monza                              |
| δ      | Codex Sangallensis 48                             | 27     | 9. Jhd.         | Evangelien 16                                     | Jülicher             | Stiftsbibliothek | St. Gallen                         |
| n      | Codex Sangallensis 1394                           | 16     | 5. Jhd.         | Matth., Mark.                                     | Jülicher             | Stiftsbibliothek | St. Gallen                         |
| o      | Codex Sangallensis 1394                           | 16     | 7. Jhd.         | Mark. 16                                          | Jülicher             | Stiftsbibliothek | St. Gallen                         |
| p      | Codex Sangallensis 1395                           | 20     | 5. Jhd.         | Joh. 11                                           | Jülicher             | Stiftsbibliothek | St. Gallen                         |
|        | Codex Sangallensis 60                             | 47     | um 800          | Joh. 1:29-3:26                                    | Jülicher             | Stiftsbibliothek | St. Gallen                         |
|        | Codex Sangallensis 51                             | 48     | 8. Jhd.         | Joh.                                              | Jülicher             | Stiftsbibliothek | St. Gallen                         |
| p      | Codex Perpinianensis                              | 54     | 12. Jhd.        | NT                                                | Wordsworth           | Bibliothèque nationale de France                                                                                            | Paris                              |
| p      | —                                                 | 80     | 650             | Paulusbriefe                                      | —                    | Universitätsbibliothek | Heidelberg                         |
| ph     | Codex Philadelphiensis                            | 63     | 12. Jhd.        | Apg.                                              | Sanders              | | Philadelphia                       |
| π      | Fragmenta Stuttgartensia                          | 18     | 7. Jhd.         | Matth. 13, Luk. 14; Joh. 3,6,7,9,11,20            | Jülicher             | Württembergische Landesbibliothek Universitäts- und Landesbibliothek Hofbibliothek                                          | Stuttgart Darmstadt Donaueschingen |
| q      | Frisingensia Fragmenta 24                         | 13     | um 600          | Evangelien                                        | Jülicher             | Bayerische Staatsbibliothek clm 6224 Frising. 24                                                                            | München                            |
| q      | Codex Monacensis                                  | 64     | 7. Jhd.         | Kath. Briefe                                      | Bruyne               | Bayerische Staatsbibliothek clm 6220,6230,6277,6317,28135                                                                   | München                            |
| r      | Codex Schlettstadtensis                           | 57     | um 700          | Apg.                                              | Morin                | Humanistenbibliothek | Sélestat                           |
| r      | Frisingensia Fragmenta                            | 64     | um 600          | Paulusbriefe                                      | —                    | Bayerische Staatsbibliothek clm 6436 (Frising. 236)                                                                         | München                            |
| r1     | Codex Usserianus Primus                           | 14     | 7. Jhd.         | Evangelien                                        | Jülicher             | Trinity College | Dublin                             |
| r2     | Codex Usserianus II                               | 28     | um 800          | Evangelien                                        | Jülicher             | Trinity College | Dublin                             |
| r3     | Codex Monacensis                                  | 64     | 7. Jhd.         | Paulusbriefe                                      | Bruyne               | Bayerische Staatsbibliothek clm 6220,6230,6277,6317,28135                                                                   | München                            |
| ρ      | Codex Ambrosianus                                 | 24     | um 700          | Joh. 13                                           | Jülicher             | Biblioteca Ambrosiana | Mailand                            |
| ρ      | —                                                 | 88     | 10. Jhd.        | Paulusbriefe                                      | —                    | Universitätsbibliothek | Basel                              |
| s      | Codex Ambrosianus                                 | 21     | um 600          | Luk., Kath. Briefe                                | Jülicher             | Biblioteca Ambrosiana | Mailand                            |
| s      | Codex Bobiensis                                   | 53     | 6. Jhd.         | Apg., Kath. Briefe                                | White                | Biblioteca Nazionale Vittorio Emanuele III                                                                                  | Neapel                             |
| sin    | Fragmentum Sinaiticum                             | 74     | 10. Jhd.        | Offb. 20–21                                       | —                    | Katharinenkloster | Sinaihalbinsel                     |
| t      | Codex Bernensis                                   | 19     | um 500          | Mark. 1–3                                         | Jülicher             | Burgerbibliothek | Bern                               |
| t      | Liber Comicus                                     | 56     | 9. Jhd.         | Apg., Kath. Briefe, Offb.                         | Morin                | Bibliothèque nationale de France                                                                                            | Paris                              |
| v      | Codex Vindobonensis Lat. 502                      | 25     | 7. Jhd.         | Evangelien                                        | Jülicher             | | Wien                               |
| v      | Codex Parisiensis                                 | 81     | um 800          | Paulusbriefe                                      | Souter               | Bibliothèque nationale de France                                                                                            | Paris                              |
| w      | —                                                 | 32     | 6. Jhd.         | Kath. Briefe                                      | —                    | Herzog-August-Bibliothek | Wolfenbüttel                       |
| w      | —                                                 | 58     | um 1400         | Apg.                                              | —                    | Clementinum | Prag                               |
| w      | Codex Waldeccensis                                | 83     | 9. Jhd.         | Paulusbriefe                                      | Schultze             | |                                    |
| x      | Codex Bodleianus                                  | —      | 9. Jhd.         | Paulusbriefe                                      | Wordsworth           | Bodleian Library | Oxford                             |
| z      | Codex Harleianus                                  | 65     | 8. Jhd.         | Kathol. Briefe                                    | Buchanan             | British Library | London                             |

## Editionen
- Edgar S. Buchanan: The Epistles and Apocalypse from the Codex Harleianus. Sacred Latin Texts 1. London, 1912.
- Edgar S. Buchanan: The Four Gospels from the Codex Corbeiensis, together with fragments of the Catholic Epistles, of the Acts and of the Apocalypse from the Fleury Palimpsest. Old Latin Biblical Texts 5. Oxford, 1907. [Codex Floriacensis (h 55)]
- Donatien de Bruyne: Les Fragments de Freising— épitres de S. Paul et épttres catholiques. Collectanea Biblica Latina 5. Rome, 1921.
- Bonifatius Fischer: Ein neuer Zeuge zum westlichen Text der Apostelgeschichte. In: J. Neville Birdsall, R. W. Thomson (Hrsg.): Biblical and Patristic Studies in Memory of Robert Pierce Casey. Herder, Freiburg im Breisgau 1963, S. 33–63.
- Hermann Josef Frede: Alttateinische Paulus-Handschriften. Herder, Freiburg im Breisgau: Herder.
- Gwynn, John. Liber Ardmachanus: The Book of Armagh. Dublin, 1913.
- Adolf Jülicher, Walter Matzkow und Kurt Aland (Hrsg.): Itala. Das Neue Testament in altlateinischer Überlieferung. 4 Bände [Matthäus–Johannes]. De Gruyter 1938–1972.
- Christian Friedrich von Matthaei; Novum Testamentum, XII, tomis distinctum Graece et Latine. Textum denuo recensuit, varias lectiones nunquam antea vulgatas ex centum codicibus MSS.... 12 Bände. Riga 1782–1788.
- Christian Friedrich von Matthaei: Novum Testamentum, XIII. Epistolarum Pauli Codex Graecus cum versione Latino veteri vulgo Antehieronymiana olim Buernerianus nunc Bibliothecae Electoralis Dresdeiisis … Leipzig 1791.
- Germain Morin: Etudes, textes, découvertes. Contributions à la literature et a l'histoire des douxe premiers siècles. Anécdota Maredsolana, 2e Série 1. Paris: Abbaye de Maredsous, 1913. [Codex Schlettstadtensis (r 57)]
- Germain Morin: Liber Comicus sive Lectionarius missae quo Toletana Ecclesia ante annos mille et ducentos utebatur. Anécdota Maredsolana 1. Marodsoli, 1893.
- Pierre Sabatier: Bibliorum Sacrorum Latinae Versiones antiquae seu Vetus Italica. 3 Bände, Reims 1743.
- Henry A. Sanders, J. Ogden: The Text of Acts in Ms. 146 of the University of Michigan. In: Proceedings of the American Philosophical Society 77, 1937, 1–97.
- Victor Schultze: Codex Waldeccensis. München 1904.
- Frederick Henry Ambrose Scrivener: An Exact Transcript of the Codex Augiensis. Cambridge and London, 1859.
- Alexander Souter: In: Miscellanea Ehrle. Band 1 (= Studi e Testi 137). Rom 1924.
- Konstantin von Tischendorf: Codex Claromontanus. Leipzig 1852.
- Konstantin von Tischendorf: Codex Laudianus, sive Actus apostolorum Graeces et Latine. Monumenta sacra inedita, nova collectio 9. Leipzig 1870.
- Konstantin von Tischendorf: Anecdota Sacra et Profana. Editio repetita, emendata, aucta. Leipzig 1861. [Codex Guelferbytanus (gue 79)]
- Henry Julian White: Portions of the Acts of the Apostles, of the Epistles of St. James, and of the First Epistle of St. Peter from the Bobbio Palimpsest. Old Latin Biblical Texts 4. Oxford University Press, Oxford 1897.
- John Wordsworth, Henry Julian White u. a.: Novum Testamentum Domini Nostri Iesu Christi Latine Secundum Editionem Sancti Hieronymi. 3 Bände. Oxford University Press, Oxford 1889–1954.